# Гримстад
Гримстад (норв. Grimstad) — коммуна в губернии Эуст-Агдер в Норвегии. Административный центр коммуны — город Гримстад. Официальный язык коммуны — букмол. Население коммуны на 2007 год составляло 19 809 чел. Площадь коммуны Гримстад — 303,21 км², код-идентификатор — 0904.

## История населения коммуны
Население коммуны за последние 60 лет.

Статистика коммуны Гримстад

## Спорт
11-16 августа 1997 года проходил чемпионат мира по спортивному ориентированию бегом.